# Emanuel Reynoso
Emanuel „Bebelo” Reynoso (ur. 16 listopada 1995 w Córdobie) – argentyński piłkarz występujący na pozycji ofensywnego pomocnika, od 2025 roku zawodnik Talleres.